# Lansdowne (Nouvelle-Zélande)
Pour les articles homonymes, voir Lansdowne.
Lansdowne est la plus importante banlieue de la ville de Masterton, située dans l’Île du Nord de la Nouvelle-Zélande.

## Situation
Elle est localisée sur la berge gauche du cours d’eau nommé Waipoua stream à l’extrémité nord-ouest de la ville de Masterton. 
À partir des terres les plus hautes de la ville, il existe une large vue sur la plus grande partie de la vallée de  Wairarapa  , .
Elle se distingue plus particulièrement du reste de la ville du fait qu’elle a été lotie plus tardivement par une subdivision intervenue seulement à la fin du XIXe siècle et parce qu’elle était administrée par le conseil du comté de Masterton.
Elle fut amalgamée avec le borough de Masterton en 1921 .

## Toponymie
Lansdowne fut dénommée par l’un des premiers colons, John Valentine Smith, qui appela son domaine d’après le nom de la station de son beau-père, qui était Lansdowne en Nouvelle-Galles du Sud (en).
Son domaine de 2 085 acres fut acheté en 1884 par T. C. Williams .

## Habitat
Des parties de la banlieue de Lansdowne : Lansdowne Hill et Lansdowne Terrace, sont plus recherchées que d’autres banlieues de la ville de Masterton.
Le prix des propriétés sont aidés par le panorama de la banlieue sur la chaîne de Tararua, la présence d’un village de retraite et de 2 parcours de golf, sur le sommet de la colline et au niveau de Mahungae, traversés par le cours d’eau nommé Waipoua stream  , .

## Éducation
L’école de Lakeview sur le bord est de la banlieue de Lansdowne est maintenant la seule école du secteur .
Les écoles de Lansdowne et Totara Drive ont été fermées par le ministère de l'Éducation en 2004 du fait de la chute des effectifs  .

## Transports
La banlieue de Lansdowne est desservie par un service de bus suburbain, qui fonctionne 4 fois par jour en semaine, connectant les résidents suburbains à la ville de Masterton au niveau du CBD. 
Le centre de la banlieue de Lansdowne est ainsi à approximativement 2 km de la gare de Masterton (en), qui assure le passage de trains de banlieue à partir de Masterton, à travers la ligne de ligne de Wairarapa (en), se terminant au niveau de la gare de Wellington (en) .